# Eleições gerais na Espanha em 1996
As eleições gerais de 1996 na Espanha foram realizadas a 3 de Março e, serviram para eleger os 350 deputados para o Congresso dos Deputados.
Os resultados destas eleições deram a primeira vitória da história ao Partido Popular, liderado por José María Aznar, ao conquistar 38,8% e 156 deputados. Apesar desta vitória, os populares ficaram a 20 lugares da maioria absoluta, o que, obrigou o PP fazer pactos para governar.
O PSOE, liderado por Felipe González, perderam as eleições, pela primeira vez desde 1982, caindo 1,2% e perdendo 18 deputados, ficando-se pelos 37,6% e 141 deputados. Apesar desta derrota, a curta distância para os populares, algo que as sondagens não previam, fez com que, esta derrota, ficasse conhecida pelos socialistas como a "doce derrota".
A Esquerda Unida, liderada pelo Partido Comunista de Espanha, continuou com a sua progressão eleitoral, subindo 0,9% e ganhando mais 3 deputados, ficando-se pelos 10,5% e 21 deputados, algo que, reforçou a sua posição como terceiro partido de Espanha.
Após as eleições, o PP conseguiu chegar a acordo com Convergência e União, Partido Nacionalista Basco e Coligação Canária, tendo assim uma maioria parlamentar para permitir que Aznar se tornasse Primeiro-Ministro.

## Resultados nacionais
| Partido                 | Partido                              | Votos      | %               | +/-     | Deputados | +/-     |
| ----------------------- | ------------------------------------ | ---------- | --------------- | ------- | --------- | ------- |
|                         | Partido Popular                      | 9 716 006  | 38,79 / 100,00  | 4,03    | 156 / 350 | 15      |
|                         | Partido Socialista Operário Espanhol | 9 425 678  | 37,63 / 100,00  | 1,15    | 141 / 350 | 18      |
|                         | Esquerda Unida                       | 2 639 774  | 10,54 / 100,00  | 0,99    | 21 / 350  | 3       |
|                         | Convergência e União                 | 1 151 633  | 4,60 / 100,00   | 0,34    | 16 / 350  | 1       |
|                         | Partido Nacionalista Basco           | 318 951    | 1,27 / 100,00   | 0,03    | 5 / 350   | Estável |
|                         | Coligação Canária                    | 220 418    | 0,88 / 100,00   | Estável | 4 / 350   | Estável |
|                         | Bloco Nacionalista Galego            | 220 147    | 0,88 / 100,00   | 0,34    | 2 / 350   | 2       |
|                         | Herri Batasuna                       | 181 304    | 0,72 / 100,00   | 0,16    | 2 / 350   | Estável |
|                         | Esquerda Republicana da Catalunha    | 167 641    | 0,67 / 100,00   | 0,13    | 1 / 350   | Estável |
|                         | Eusko Alkartasuna                    | 115 861    | 0,46 / 100,00   | 0,09    | 1 / 350   | Estável |
|                         | União Valenciana                     | 91 575     | 0,37 / 100,00   | 0,11    | 1 / 350   | Estável |
|                         | Outros                               | 797 288    | 2,69 / 100,00   |         | 0 / 350   |         |
| Votos Inválidos         | Votos Inválidos                      | 125 782    | 0,50 / 100,00   | 0,04    |           |         |
| Total                   | Total                                | 25 172 058 | 100,00 / 100,00 |         | 350 / 350 |         |
| Eleitorado/Participação | Eleitorado/Participação              | 32 531 833 | 77,38 / 100,00  | 0,94    |           |         |
| Total                   | Total                                | [ 8 ]      | [ 8 ]           | [ 8 ]   | [ 8 ]     | [ 8 ]   |

## Resultados por comunidades autónomas
| Comunidades autónoma | %    | D   | %    | D    | %    | D  | %    | D   | %    | D   | %    | D  | %    | D   | %    | D  | %   | D   | %   | D  | %   | D  | D   | Votantes   |
| Comunidades autónoma | PP   | PP  | PSOE | PSOE | IU   | IU | CiU  | CiU | PNV  | PNV | CC   | CC | BNG  | BNG | HB   | HB | ERC | ERC | EA  | EA | UV  | UV | D   | Votantes   |
| -------------------- | ---- | --- | ---- | ---- | ---- | -- | ---- | --- | ---- | --- | ---- | -- | ---- | --- | ---- | -- | --- | --- | --- | -- | --- | -- | --- | ---------- |
| Andaluzia            | 35,4 | 24  | 46,7 | 32   | 13,5 | 6  | -    | -   | -    | -   | -    | -  | -    | -   | -    | -  | -   | -   | -   | -  | -   | -  | 62  | 4 349 765  |
| Aragão               | 47,9 | 8   | 34,6 | 5    | 9,1  | -  | -    | -   | -    | -   | -    | -  | -    | -   | -    | -  | -   | -   | -   | -  | -   | -  | 13  | 777 998    |
| Astúrias             | 41,0 | 4   | 39,9 | 4    | 15,5 | 1  | -    | -   | -    | -   | -    | -  | -    | -   | -    | -  | -   | -   | -   | -  | -   | -  | 9   | 727 567    |
| Baleares             | 45,1 | 4   | 36,0 | 3    | 7,7  | -  | -    | -   | -    | -   | -    | -  | -    | -   | -    | -  | 0,4 | -   | -   | -  | -   | -  | 7   | 434 288    |
| Canárias             | 37,6 | 5   | 30,0 | 5    | 5,5  | -  | -    | -   | -    | -   | 25,1 | 4  | -    | -   | -    | -  | -   | -   | -   | -  | -   | -  | 14  | 882 163    |
| Cantábria            | 50,5 | 3   | 35,6 | 2    | 11,4 | -  | -    | -   | -    | -   | -    | -  | -    | -   | -    | -  | -   | -   | -   | -  | -   | -  | 5   | 350 477    |
| Castela e Leão       | 52,2 | 22  | 35,0 | 11   | 9,1  | -  | -    | -   | -    | -   | -    | -  | -    | -   | -    | -  | -   | -   | -   | -  | -   | -  | 33  | 1 694 308  |
| Castela-Mancha       | 47,2 | 11  | 42,6 | 9    | 8,4  | -  | -    | -   | -    | -   | -    | -  | -    | -   | -    | -  | -   | -   | -   | -  | -   | -  | 20  | 1 141 049  |
| Catalunha            | 18,0 | 8   | 39,4 | 19   | 7,6  | 2  | 29,6 | 16  | -    | -   | -    | -  | -    | -   | -    | -  | 4,2 | 1   | -   | -  | -   | -  | 46  | 3 902 547  |
| Ceuta                | 53,2 | 1   | 35,8 | -    | 2,2  | -  | -    | -   | -    | -   | -    | -  | -    | -   | -    | -  | -   | -   | -   | -  | -   | -  | 1   | 32 732     |
| Com. Valenciana      | 43,7 | 15  | 38,3 | 13   | 11,1 | 3  | -    | -   | -    | -   | -    | -  | -    | -   | -    | -  | -   | -   | -   | -  | 3,5 | 1  | 32  | 2 599 113  |
| Estremadura          | 40,3 | 5   | 48,4 | 6    | 8,9  | -  | -    | -   | -    | -   | -    | -  | -    | -   | -    | -  | -   | -   | -   | -  | -   | -  | 11  | 704 905    |
| Galiza               | 48,3 | 14  | 33,5 | 9    | 3,6  | -  | -    | -   | -    | -   | -    | -  | 12,9 | 2   | -    | -  | -   | -   | -   | -  | -   | -  | 25  | 1 723 979  |
| Madrid               | 49,3 | 17  | 31,4 | 11   | 16,4 | 6  | -    | -   | -    | -   | -    | -  | -    | -   | -    | -  | -   | -   | -   | -  | -   | -  | 34  | 3 342 628  |
| Melilha              | 50,6 | 1   | 43,3 | -    | 3,5  | -  | -    | -   | -    | -   | -    | -  | -    | -   | -    | -  | -   | -   | -   | -  | -   | -  | 1   | 27 514     |
| Múrcia               | 49,9 | 5   | 38,0 | 3    | 10,5 | 1  | -    | -   | -    | -   | -    | -  | -    | -   | -    | -  | -   | -   | -   | -  | -   | -  | 9   | 705 443    |
| Navarra              | 37,1 | 2   | 30,3 | 2    | 12,5 | 1  | -    | -   | 1,0  | -   | -    | -  | -    | -   | 8,2  | -  | -   | -   | 3,8 | -  | -   | -  | 5   | 326 201    |
| País Basco           | 18,3 | 5   | 23,7 | 5    | 9,2  | 1  | -    | -   | 25,0 | 5   | -    | -  | -    | -   | 12,3 | 2  | -   | -   | 8,2 | 1  | -   | -  | 19  | 1 270 075  |
| La Rioja             | 49,4 | 2   | 36,7 | 2    | 8,7  | -  | -    | -   | -    | -   | -    | -  | -    | -   | -    | -  | -   | -   | -   | -  | -   | -  | 4   | 179 306    |
| Espanha              | 38,8 | 156 | 37,6 | 141  | 10,5 | 21 | 4,6  | 16  | 1,3  | 5   | 0,9  | 4  | 0,9  | 2   | 0,7  | 2  | 0,7 | 1   | 0,5 | 1  | 0,4 | 1  | 350 | 25 172 058 |

#### Andaluzia
| Partido                 | Partido                              | Votos     | %               | +/-  | Deputados | +/-     |
| ----------------------- | ------------------------------------ | --------- | --------------- | ---- | --------- | ------- |
|                         | Partido Socialista Operário Espanhol | 2 017 857 | 46,66 / 100,00  | 4,79 | 32 / 62   | 5       |
|                         | Partido Popular                      | 1 530 057 | 35,38 / 100,00  | 5,58 | 24 / 62   | 4       |
|                         | Esquerda Unida                       | 582 970   | 13,48 / 100,00  | 1,40 | 6 / 62    | 2       |
|                         | Partido Andaluz                      | 134 800   | 3,12 / 100,00   | 0,71 | 0 / 62    | Estável |
|                         | Outros                               | 22 608    | 0,52 / 100,00   |      | 0 / 62    |         |
| Votos Inválidos         | Votos Inválidos                      | 61 473    | 1,41 / 100,00   | 0,46 |           |         |
| Total                   | Total                                | 4 349 765 | 100,00 / 100,00 |      | 62 / 62   | 1       |
| Eleitorado/Participação | Eleitorado/Participação              | 5 576 578 | 78,00 / 100,00  | 1,80 |           |         |

#### Aragão
| Partido                 | Partido                              | Votos     | %               | +/-  | Deputados | +/-     |
| ----------------------- | ------------------------------------ | --------- | --------------- | ---- | --------- | ------- |
|                         | Partido Popular-Partido Aragonês     | 370 975   | 47,92 / 100,00  | 3,96 | 8 / 13    | 3       |
|                         | Partido Socialista Operário Espanhol | 268 189   | 34,64 / 100,00  | 0,31 | 5 / 13    | 2       |
|                         | Esquerda Unida                       | 70 755    | 9,14 / 100,00   | 0,57 | 0 / 13    | 1       |
|                         | Chunta Aragonesista                  | 49 739    | 6,42 / 100,00   | 5,59 | 0 / 13    | Estável |
|                         | Outros                               | 5 161     | 0,67 / 100,00   |      | 0 / 13    |         |
| Votos Inválidos         | Votos Inválidos                      | 13 179    | 1,70 / 100,00   | 0,39 |           |         |
| Total                   | Total                                | 777 998   | 100,00 / 100,00 |      | 13 / 13   |         |
| Eleitorado/Participação | Eleitorado/Participação              | 1 004 402 | 77,46 / 100,00  | 0,70 |           |         |

#### Astúrias
| Partido                 | Partido                              | Votos   | %               | +/-  | Deputados | +/-     |
| ----------------------- | ------------------------------------ | ------- | --------------- | ---- | --------- | ------- |
|                         | Partido Popular                      | 297 079 | 41,03 / 100,00  | 3,66 | 4 / 9     | Estável |
|                         | Partido Socialista Operário Espanhol | 288 558 | 39,85 / 100,00  | 0,53 | 4 / 9     | Estável |
|                         | Esquerda Unida                       | 112 339 | 15,51 / 100,00  | 0,07 | 1 / 9     | Estável |
|                         | Partido Asturianista                 | 12 213  | 1,69 / 100,00   | 0,09 | 0 / 9     | Estável |
|                         | Outros                               | 7 081   | 0,98 / 100,00   |      | 0 / 9     |         |
| Votos Inválidos         | Votos Inválidos                      | 10 297  | 1,42 / 100,00   | 0,10 |           |         |
| Total                   | Total                                | 727 567 | 100,00 / 100,00 |      | 9 / 9     |         |
| Eleitorado/Participação | Eleitorado/Participação              | 958 412 | 75,91 / 100,00  | 0,48 |           |         |

#### Baleares
| Partido                 | Partido                                 | Votos   | %               | +/-  | Deputados | +/-     |
| ----------------------- | --------------------------------------- | ------- | --------------- | ---- | --------- | ------- |
|                         | Partido Popular                         | 194 859 | 45,13 / 100,00  | 1,28 | 4 / 7     | Estável |
|                         | Partido Socialista Operário Espanhol    | 155 244 | 35,95 / 100,00  | 1,98 | 3 / 7     | Estável |
|                         | Esquerda Unida                          | 33 224  | 7,69 / 100,00   | 1,73 | 0 / 7     | Estável |
|                         | Federação dos Nacionalistas de Esquerda | 24 644  | 5,71 / 100,00   | 0,83 | 0 / 7     | Estável |
|                         | Confederação dos Verdes                 | 9 539   | 2,21 / 100,00   | 0,04 | 0 / 7     | Estável |
|                         | União Maiorquina                        | 6 943   | 1,61 / 100,00   | 0,83 | 0 / 7     | Estável |
|                         | Outros                                  | 3 014   | 0,70 / 100,00   |      | 0 / 7     |         |
| Votos Inválidos         | Votos Inválidos                         | 6 821   | 1,58 / 100,00   | 0,18 |           |         |
| Total                   | Total                                   | 434 288 | 100,00 / 100,00 |      | 7 / 7     |         |
| Eleitorado/Participação | Eleitorado/Participação                 | 606 329 | 71,63 / 100,00  | 0,93 |           |         |

#### Canárias
| Partido                 | Partido                              | Votos     | %               | +/-  | Deputados | +/-     |
| ----------------------- | ------------------------------------ | --------- | --------------- | ---- | --------- | ------- |
|                         | Partido Popular                      | 330 513   | 37,62 / 100,00  | 3,69 | 5 / 14    | Estável |
|                         | Partido Socialista Operário Espanhol | 263 249   | 29,97 / 100,00  | 0,12 | 5 / 14    | Estável |
|                         | Coligação Canária                    | 220 418   | 25,09 / 100,00  | 0,48 | 4 / 14    | Estável |
|                         | Esquerda Unida                       | 48 172    | 5,48 / 100,00   | 0,50 | 0 / 14    | Estável |
|                         | Outros                               | 11 095    | 1,25 / 100,00   |      | 0 / 14    |         |
| Votos Inválidos         | Votos Inválidos                      | 8 716     | 0,99 / 100,00   | 0,39 |           |         |
| Total                   | Total                                | 882 163   | 100,00 / 100,00 |      | 14 / 14   |         |
| Eleitorado/Participação | Eleitorado/Participação              | 1 275 914 | 69,14 / 100,00  | 0,22 |           |         |

#### Cantábria
| Partido                 | Partido                              | Votos   | %               | +/-   | Deputados | +/-     |
| ----------------------- | ------------------------------------ | ------- | --------------- | ----- | --------- | ------- |
|                         | Partido Popular                      | 175 651 | 50,47 / 100,00  | 13,44 | 3 / 5     | 1       |
|                         | Partido Socialista Operário Espanhol | 123 940 | 35,61 / 100,00  | 1,56  | 2 / 5     | 1       |
|                         | Esquerda Unida                       | 39 541  | 11,36 / 100,00  | 3,94  | 0 / 5     | Estável |
|                         | Outros                               | 3 290   | 0,93 / 100,00   |       | 0 / 5     |         |
| Votos Inválidos         | Votos Inválidos                      | 8 055   | 2,31 / 100,00   | 0,21  |           |         |
| Total                   | Total                                | 350 477 | 100,00 / 100,00 |       | 5 / 5     |         |
| Eleitorado/Participação | Eleitorado/Participação              | 441 934 | 79,31 / 100,00  | 0,33  |           |         |

#### Castela e Leão
| Partido                 | Partido                              | Votos     | %               | +/-  | Deputados | +/-     |
| ----------------------- | ------------------------------------ | --------- | --------------- | ---- | --------- | ------- |
|                         | Partido Popular                      | 878 981   | 52,20 / 100,00  | 4,83 | 22 / 33   | 2       |
|                         | Partido Socialista Operário Espanhol | 589 869   | 35,03 / 100,00  | 1,68 | 11 / 33   | 2       |
|                         | Esquerda Unida                       | 153 705   | 9,13 / 100,00   | 1,43 | 0 / 33    | Estável |
|                         | Outros                               | 38 509    | 2,30 / 100,00   |      | 0 / 33    |         |
| Votos Inválidos         | Votos Inválidos                      | 33 244    | 1,97 / 100,00   | 0,05 |           |         |
| Total                   | Total                                | 1 694 308 | 100,00 / 100,00 |      | 33 / 33   |         |
| Eleitorado/Participação | Eleitorado/Participação              | 2 144 362 | 79,01 / 100,00  | 0,74 |           |         |

#### Castela-Mancha
| Partido                 | Partido                              | Votos     | %               | +/-  | Deputados | +/-     |
| ----------------------- | ------------------------------------ | --------- | --------------- | ---- | --------- | ------- |
|                         | Partido Popular                      | 534 983   | 47,18 / 100,00  | 4,15 | 11 / 20   | 1       |
|                         | Partido Socialista Operário Espanhol | 483 251   | 42,62 / 100,00  | 2,68 | 9 / 20    | 1       |
|                         | Esquerda Unida                       | 95 199    | 8,40 / 100,00   | 0,79 | 0 / 20    | Estável |
|                         | Outros                               | 10 175    | 0,89 / 100,00   |      | 0 / 20    |         |
| Votos Inválidos         | Votos Inválidos                      | 17 441    | 1,53 / 100,00   | 0,14 |           |         |
| Total                   | Total                                | 1 141 049 | 100,00 / 100,00 |      | 20 / 20   |         |
| Eleitorado/Participação | Eleitorado/Participação              | 1 373 312 | 83,09 / 100,00  | 0,96 |           |         |

#### Catalunha
| Partido                 | Partido                              | Votos     | %               | +/-  | Deputados | +/-     |
| ----------------------- | ------------------------------------ | --------- | --------------- | ---- | --------- | ------- |
|                         | Partido dos Socialistas da Catalunha | 1 531 143 | 39,36 / 100,00  | 4,49 | 19 / 46   | 1       |
|                         | Convergência e União                 | 1 151 633 | 29,61 / 100,00  | 2,21 | 16 / 46   | 1       |
|                         | Partido Popular                      | 698 400   | 17,96 / 100,00  | 0,92 | 8 / 46    | Estável |
|                         | Iniciativa pela Catalunha Verdes     | 296 985   | 7,64 / 100,00   | 0,18 | 2 / 46    | 1       |
|                         | Esquerda Republicana da Catalunha    | 162 545   | 4,18 / 100,00   | 0,92 | 1 / 46    | Estável |
|                         | Outros                               | 23 066    | 0,59 / 100,00   |      | 0 / 46    |         |
| Votos Inválidos         | Votos Inválidos                      | 38 775    | 0,99 / 100,00   | 0,08 |           |         |
| Total                   | Total                                | 3 902 547 | 100,00 / 100,00 |      | 46 / 46   | 1       |
| Eleitorado/Participação | Eleitorado/Participação              | 5 099 731 | 76,52 / 100,00  | 1,15 |           |         |

#### Ceuta
| Partido                 | Partido                              | Votos  | %               | +/-  | Deputados | +/-     |
| ----------------------- | ------------------------------------ | ------ | --------------- | ---- | --------- | ------- |
|                         | Partido Popular                      | 17 288 | 53,21 / 100,00  | 2,28 | 1 / 1     | Estável |
|                         | Partido Socialista Operário Espanhol | 11 627 | 35,79 / 100,00  | 4,79 | 0 / 1     | Estável |
|                         | Partido Socialista do Povo de Ceuta  | 2 365  | 7,28 / 100,00   | 3,43 | 0 / 1     | Estável |
|                         | Esquerda Unida                       | 718    | 2,21 / 100,00   | -    | 0 / 1     | -       |
|                         | Outros                               | 97     | 0,33 / 100,00   |      | 0 / 1     |         |
| Votos Inválidos         | Votos Inválidos                      | 637    | 1,96 / 100,00   | 0,69 |           |         |
| Total                   | Total                                | 32 732 | 100,00 / 100,00 |      | 1 / 1     |         |
| Eleitorado/Participação | Eleitorado/Participação              | 51 298 | 63,81 / 100,00  | 1,68 |           |         |

#### Comunidade Valenciana
| Partido                 | Partido                                     | Votos     | %               | +/-  | Deputados | +/-     |
| ----------------------- | ------------------------------------------- | --------- | --------------- | ---- | --------- | ------- |
|                         | Partido Popular                             | 1 130 813 | 43,73 / 100,00  | 3,25 | 15 / 32   | Estável |
|                         | Partido Socialista Operário Espanhol        | 990 993   | 38,32 / 100,00  | 0,03 | 13 / 32   | 1       |
|                         | Esquerda Unida                              | 286 582   | 11,08 / 100,00  | 0,55 | 3 / 32    | Estável |
|                         | União Valenciana                            | 91 575    | 3,54 / 100,00   | 1,07 | 1 / 32    | Estável |
|                         | União do Povo Valenciano-Bloco Nacionalista | 26 777    | 1,04 / 100,00   | 0,64 | 0 / 32    | Estável |
|                         | Outros                                      | 38 314    | 1,49 / 100,00   |      | 0 / 32    |         |
| Votos Inválidos         | Votos Inválidos                             | 34 059    | 1,31 / 100,00   | 0,18 |           |         |
| Total                   | Total                                       | 2 599 113 | 100,00 / 100,00 |      | 32 / 32   | 1       |
| Eleitorado/Participação | Eleitorado/Participação                     | 3 182 824 | 81,66 / 100,00  | 0,05 |           |         |

#### Estremadura
| Partido                 | Partido                              | Votos   | %               | +/-  | Deputados | +/-     |
| ----------------------- | ------------------------------------ | ------- | --------------- | ---- | --------- | ------- |
|                         | Partido Socialista Operário Espanhol | 339 903 | 48,43 / 100,00  | 3,07 | 6 / 11    | 1       |
|                         | Partido Popular                      | 282 698 | 40,28 / 100,00  | 4,51 | 5 / 11    | 1       |
|                         | Esquerda Unida                       | 62 502  | 8,90 / 100,00   | 1,06 | 0 / 11    | Estável |
|                         | Coligação Extremeña                  | 7 312   | 1,04 / 100,00   | 0,31 | 0 / 11    | Estável |
|                         | Outros                               | 4 387   | 0,62 / 100,00   |      | 0 / 11    |         |
| Votos Inválidos         | Votos Inválidos                      | 8 103   | 1,15 / 100,00   | 0,13 |           |         |
| Total                   | Total                                | 704 905 | 100,00 / 100,00 |      | 11 / 11   |         |
| Eleitorado/Participação | Eleitorado/Participação              | 856 198 | 82,33 / 100,00  | 1,87 |           |         |

#### Galiza
| Partido                 | Partido                              | Votos     | %               | +/-  | Deputados | +/-     |
| ----------------------- | ------------------------------------ | --------- | --------------- | ---- | --------- | ------- |
|                         | Partido Popular                      | 827 405   | 48,31 / 100,00  | 1,19 | 14 / 25   | 1       |
|                         | Partido Socialista Operário Espanhol | 574 491   | 33,54 / 100,00  | 2,41 | 9 / 25    | 2       |
|                         | Bloco Nacionalista Galego            | 220 147   | 12,85 / 100,00  | 4,84 | 2 / 25    | 2       |
|                         | Esquerda Unida                       | 62 253    | 3,63 / 100,00   | 1,08 | 0 / 25    | Estável |
|                         | Outros                               | 12 839    | 0,75 / 100,00   |      | 0 / 25    |         |
| Votos Inválidos         | Votos Inválidos                      | 26 844    | 1,57 / 100,00   | 0,03 |           |         |
| Total                   | Total                                | 1 723 979 | 100,00 / 100,00 |      | 25 / 25   | 1       |
| Eleitorado/Participação | Eleitorado/Participação              | 2 414 663 | 71,40 / 100,00  | 1,76 |           |         |

#### Madrid
| Partido                 | Partido                              | Votos     | %               | +/-  | Deputados | +/- |
| ----------------------- | ------------------------------------ | --------- | --------------- | ---- | --------- | --- |
|                         | Partido Popular                      | 1 642 489 | 49,29 / 100,00  | 5,37 | 17 / 34   | 1   |
|                         | Partido Socialista Operário Espanhol | 1 046 904 | 31,42 / 100,00  | 3,54 | 11 / 34   | 2   |
|                         | Esquerda Unida                       | 547 901   | 16,44 / 100,00  | 1,86 | 6 / 34    | 1   |
|                         | Outros                               | 52 825    | 1,58 / 100,00   |      | 0 / 34    |     |
| Votos Inválidos         | Votos Inválidos                      | 52 509    | 1,58 / 100,00   | 0,21 |           |     |
| Total                   | Total                                | 3 342 628 | 100,00 / 100,00 |      | 34 / 34   |     |
| Eleitorado/Participação | Eleitorado/Participação              | 4 199 799 | 79,59 / 100,00  | 0,67 |           |     |

#### Melilha
| Partido                 | Partido                              | Votos  | %               | +/-  | Deputados | +/-     |
| ----------------------- | ------------------------------------ | ------ | --------------- | ---- | --------- | ------- |
|                         | Partido Popular                      | 13 788 | 50,57 / 100,00  | 5,65 | 1 / 1     | 1       |
|                         | Partido Socialista Operário Espanhol | 11 810 | 43,32 / 100,00  | 5,47 | 0 / 1     | 1       |
|                         | Esquerda Unida                       | 950    | 3,48 / 100,00   | 0,88 | 0 / 1     | Estável |
|                         | Outros                               | 274    | 1,00 / 100,00   |      | 0 / 1     |         |
| Votos Inválidos         | Votos Inválidos                      | 692    | 2,53 / 100,00   | 0,87 |           |         |
| Total                   | Total                                | 27 514 | 100,00 / 100,00 |      | 1 / 1     |         |
| Eleitorado/Participação | Eleitorado/Participação              | 44 415 | 61,95 / 100,00  | 4,19 |           |         |

#### Múrcia
| Partido                 | Partido                              | Votos   | %               | +/-  | Deputados | +/-     |
| ----------------------- | ------------------------------------ | ------- | --------------- | ---- | --------- | ------- |
|                         | Partido Popular                      | 350 337 | 49,89 / 100,00  | 2,60 | 5 / 9     | 1       |
|                         | Partido Socialista Operário Espanhol | 266 738 | 37,99 / 100,00  | 0,60 | 3 / 9     | 1       |
|                         | Esquerda Unida                       | 73 961  | 10,53 / 100,00  | 0,82 | 1 / 9     | Estável |
|                         | Outros                               | 5 640   | 0,81 / 100,00   |      | 0 / 9     |         |
| Votos Inválidos         | Votos Inválidos                      | 8 767   | 1,25 / 100,00   | 0,21 |           |         |
| Total                   | Total                                | 705 443 | 100,00 / 100,00 |      | 9 / 9     |         |
| Eleitorado/Participação | Eleitorado/Participação              | 860 305 | 82,00 / 100,00  | 0,44 |           |         |

#### Navarra
| Partido                 | Partido                               | Votos   | %               | +/-  | Deputados | +/-     |
| ----------------------- | ------------------------------------- | ------- | --------------- | ---- | --------- | ------- |
|                         | Partido Popular-União do Povo Navarro | 120 335 | 37,12 / 100,00  | 0,99 | 2 / 5     | 1       |
|                         | Partido Socialista Operário Espanhol  | 98 102  | 30,26 / 100,00  | 4,61 | 2 / 5     | Estável |
|                         | Esquerda Unida                        | 40 354  | 12,45 / 100,00  | 3,74 | 1 / 5     | 1       |
|                         | Herri Batasuna                        | 26 451  | 8,16 / 100,00   | 2,21 | 0 / 5     | Estável |
|                         | Convergência de Democratas de Navarra | 17 020  | 5,25 / 100,00   | Novo | 0 / 5     | Novo    |
|                         | Eusko Alkartasuna                     | 12 233  | 3,77 / 100,00   | 0,09 | 0 / 5     | Estável |
|                         | Outros                                | 4 211   | 1,29 / 100,00   |      | 0 / 5     |         |
| Votos Inválidos         | Votos Inválidos                       | 7 495   | 2,31 / 100,00   | 0,10 |           |         |
| Total                   | Total                                 | 326 201 | 100,00 / 100,00 |      | 5 / 5     |         |
| Eleitorado/Participação | Eleitorado/Participação               | 444 094 | 73,45 / 100,00  | 0,13 |           |         |

#### País Basco
| Partido                 | Partido                              | Votos     | %               | +/-  | Deputados | +/-     |
| ----------------------- | ------------------------------------ | --------- | --------------- | ---- | --------- | ------- |
|                         | Partido Nacionalista Basco           | 315 793   | 25,04 / 100,00  | 0,99 | 5 / 19    | Estável |
|                         | Partido Socialista Operário Espanhol | 298 499   | 23,67 / 100,00  | 0,85 | 5 / 19    | 2       |
|                         | Partido Popular                      | 231 286   | 18,34 / 100,00  | 3,66 | 5 / 19    | 1       |
|                         | Herri Batasuna                       | 154 853   | 12,28 / 100,00  | 2,31 | 2 / 19    | Estável |
|                         | Esquerda Unida                       | 116 133   | 9,21 / 100,00   | 2,90 | 1 / 19    | 1       |
|                         | Eusko Alkartasuna                    | 103 628   | 8,22 / 100,00   | 1,63 | 1 / 19    | Estável |
|                         | Outros                               | 21 555    | 1,72 / 100,00   |      | 0 / 19    |         |
| Votos Inválidos         | Votos Inválidos                      | 28 328    | 2,24 / 100,00   | 0,12 |           |         |
| Total                   | Total                                | 1 270 075 | 100,00 / 100,00 |      | 19 / 19   |         |
| Eleitorado/Participação | Eleitorado/Participação              | 1 775 680 | 71,53 / 100,00  | 1,80 |           |         |

#### La Rioja
| Partido                 | Partido                              | Votos   | %               | +/-  | Deputados | +/-     |
| ----------------------- | ------------------------------------ | ------- | --------------- | ---- | --------- | ------- |
|                         | Partido Popular                      | 88 069  | 49,41 / 100,00  | 3,15 | 2 / 4     | Estável |
|                         | Partido Socialista Operário Espanhol | 65 311  | 36,65 / 100,00  | 0,95 | 2 / 4     | Estável |
|                         | Esquerda Unida                       | 15 530  | 8,71 / 100,00   | 1,75 | 0 / 4     | Estável |
|                         | Partido Riojano                      | 6 065   | 3,40 / 100,00   | 1,02 | 0 / 4     | Estável |
|                         | Outros                               | 639     | 0,35 / 100,00   |      | 0 / 4     |         |
| Votos Inválidos         | Votos Inválidos                      | 3 692   | 2,07 / 100,00   | 0,26 |           |         |
| Total                   | Total                                | 179 306 | 100,00 / 100,00 |      | 4 / 4     |         |
| Eleitorado/Participação | Eleitorado/Participação              | 221 583 | 80,92 / 100,00  | 0,92 |           |         |